# Брик-Сентер (Колорадо)
Брик-Сентер (англ. Brick Center) — переписна місцевість (CDP) в США, в окрузі Арапаго штату Колорадо. Населення — 105 осіб (2020).

## Географія
Брик-Сентер розташований за координатами 39°35′32″ пн. ш. 104°27′38″ зх. д. / 39.59222° пн. ш. 104.46056° зх. д. (39.592094, -104.460587).  За даними Бюро перепису населення США в 2010 році переписна місцевість мала площу 15,08 км², з яких 15,03 км² — суходіл та 0,05 км² — водойми.

## Демографія
Згідно з переписом 2010 року, у переписній місцевості мешкало 107 осіб у 39 домогосподарствах у складі 32 родин. Густота населення становила 7 осіб/км².  Було 44 помешкання (3/км²).
Расовий склад населення:
| - 86,0 % — білих - 1,9 % — чорних або афроамериканців - 0,9 % — азіатів - 5,6 % — осіб інших рас |

До двох чи більше рас належало 5,6 %. Частка іспаномовних становила 10,3 % від усіх жителів.
За віковим діапазоном населення розподілялося таким чином: 21,5 % — особи молодші 18 років, 65,4 % — особи у віці 18—64 років, 13,1 % — особи у віці 65 років та старші. Медіана віку мешканця становила 45,2 року. На 100 осіб жіночої статі у переписній місцевості припадало 122,9 чоловіків;  на 100 жінок у віці від 18 років та старших — 115,4 чоловіків також старших 18 років.
Цивільне працевлаштоване населення становило 17 осіб. Основні галузі зайнятості: будівництво — 52,9 %, оптова торгівля — 47,1 %.